# Jewhenija Kuzniecowa
Jewhenija Kuzniecowa (ukr. Євгенія Кузнєцова; ur. 30 czerwca 1987) – ukraińska pisarka.

## Życiorys
Pochodzi z miejscowości Chomutynci w obwodzie winnickim. Studiowała na Kijowskim Uniwersytecie Narodowym. Po otrzymaniu stypendium wyjechała do Hiszpanii gdzie obroniła pracę doktorską z krytyki literackiej. Z mężem i dziećmi mieszka w Hiszpanii.

## Twórczość
Debiutowała w 2020 roku powieścią Spytajte Mijeczku. Polskie wydanie Nim dojrzeją maliny w tłumaczeniu Iwony Boruszkowskiej ukazało się w wydawnictwie Znak w 2023 roku. W 2023 roku wydała powieść Drabyna. Polskie wydanie Drabina tłumaczyła Iwona Boruszkowska. 

## Nagrody
- 2022:  Nagroda Literacka Unii Europejskiej wyróżnienie za Spytajte Mijeczku[5]
- 2023: Nagroda tysiąca funtów i tytuł Book of the Year 2023 przyznana przez BBC Ukraine za powieść Drabyna[7][8]